# Superclásico de las Américas 2012
Il Superclásico de las Américas 2012 è la seconda edizione del trofeo, disputata il 19 settembre e il 21 novembre 2012 tra Argentina e Brasile. La gara di ritorno, prevista per il 3 ottobre, non si è disputata a causa in un black-out dell'impianto di illuminazione dello stadio. L'incontro è stato così rinviato al 21 novembre ed è stato giocato all'Alberto J. Armando di Buenos Aires.

## Stadi
| Goiânia              | Buenos Aires               |
| -------------------- | -------------------------- |
| Stadio Serra Dourada | Estadio Alberto J. Armando |
| Capacità: 75.000     | Capacità: 57.395           |
|                      |                            |

## Risultati

### Andata
| Arbitro: | Carlos Amarilla |

|                                  |           |              |
| Paulinho 25’ Neymar 90+1’ (rig.) | Marcatori | 19’ Martínez |

| Brazil | Argentina |

### Ritorno
| Arbitro: | Enrique Osses |

|                                          |                      |                                         |
| Scocco 81’ (rig.), 89’                   | Marcatori            | 83’ Fred                                |
| Martínez Montillo Domínguez Scocco Orión | Tiri di rigore 3 – 4 | Thiago Neves Jean Carlinhos Fred Neymar |

| Argentina | Brazil |